# Sascha Gueymard Wayenburg
Sascha Gueymard Wayenburg (* 1. August 2003 in Aix-en-Provence) ist ein französischer Tennisspieler.

## Karriere
Gueymard Wayenburg spielte bis 2021 auf der ITF Junior Tour. Dort konnte er mit Rang 7 seine höchste Notierung in der Jugend-Rangliste erreichen. Sein bestes Abschneiden bei einem Grand-Slam-Turnier gelang ihm in seinem letzten Jahr als Junior in Wimbledon und bei den US Open, als er jeweils das Halbfinale erreichte; im Doppel gelang ihm bei den US Open und den French Open jeweils der Einzug ins Viertelfinale.
Bei den Profis spielte Gueymard Wayenburg ab der zweiten Hälfte von 2021 auf der ITF Future Tour. Zwei Halbfinals konnte er in diesem Jahr erreichen. Anfang 2022 zog er zweimal ins Finale ein, wodurch er sein Karrierehoch von Platz 706 in der Weltrangliste erklomm. Beim Turnier der ATP Tour in Montpellier bekam der Franzose eine Wildcard sowohl in der Einzel-Qualifikation als auch im Doppel. Im Einzel unterlag er Pierre-Hugues Herbert, im Doppel gewann er an der Seite von Luca Van Assche zum Auftakt gegen Denys Moltschanow und David Vega Hernández, ehe sie den Setzlistenersten Nicolas Mahut und Herbert unterlagen. Im Doppel stieg er so bis auf Platz 730.

## Erfolge
| Legende (Anzahl der Siege)  |
| Grand Slam                  |
| ATP World Tour Finals       |
| ATP World Tour Masters 1000 |
| ATP World Tour 500          |
| ATP World Tour 250          |
| ATP Challenger Tour (2)     |

### Einzel

#### Turniersiege
| Nr. | Datum           | Turnier | Belag         | Finalgegner           | Ergebnis       |
| --- | --------------- | ------- | ------------- | --------------------- | -------------- |
| 1.  | 26. Januar 2025 | Quimper | Hartplatz (i) | Pierre-Hugues Herbert | 6:73, 6:1, 6:2 |

### Doppel

#### Turniersiege
| Nr. | Datum              | Turnier | Belag         | Partner        | Finalgegner                  | Ergebnis          |
| --- | ------------------ | ------- | ------------- | -------------- | ---------------------------- | ----------------- |
| 1.  | 29. September 2024 | Orléans | Hartplatz (i) | Benjamin Bonzi | Manuel Guinard Grégoire Jacq | 7:67, 4:6, [10:5] |